# Jaroslav Klein
Jaroslav Klein (25. března 1954 České Budějovice) je český politik ODS, v letech 2006-2010 poslanec Parlamentu ČR za Jihočeský kraj.

## Vzdělání, profese a rodina
V letech 1969-1973 studoval na Gymnáziu Kaplice. V letech 1975-1992 pracoval v odboru pohostinství a cestovního ruchu v Jednotě SD v Kaplici. Poté do roku 1994 působil jako vedoucí referátu nákupu. S manželkou Miloslavou vychoval syna Jaroslava a dceru Dagmar.

## Politická kariéra
V roce 1991 vstoupil do ODS a byl zakládajícím členem místního sdružení strany v Besednici, od roku 1999 zastával post místopředsedy obblastní organizace ODS Český Krumlov. V komunálních volbách roku 1994, komunálních volbách roku 1998, komunálních volbách roku 2002, komunálních volbách roku 2006 a komunálních volbách roku 2010 byl zvolen do zastupitelstva obce Besednice za ODS. Profesně se k roku 1998 a 2002 uvádí jako úředník, následně k roku 2006 coby poslanec, v roce 2010 opět jako úředník. V letech 1994-2006 zastával funkci starosty Besednice.
V krajských volbách roku 2000 byl zvolen do Zastupitelstva Jihočeského kraje za ČSSD. Mandát krajského zastupitele obhájil v krajských volbách roku 2004.
Ve volbách roku 2006 se stal členem dolní komory českého parlamentu, kde se věnoval činnosti v Zemědělském výboru a vykonával post místopředsedy Podvýboru pro myslivost, rybářství, včelařství, zahrádkářství a chovatelství. Ve volbách roku 2010 svůj mandát neobhajoval.